# Меншиков, Павел Никитич
Павел Никитич Мен(ь)шиков (9 (21) августа 1809 — 14 (26) декабря 1879) — русский драматург. Публиковал свои пьесы в журнале «Современник».
Родился 9 (21) августа 1809 года в семье петербургского купца 2-й гильдими, торговца сукнами Никиты Николаевича Меншикова (1777—1843), сына Петербургского городского головы Н. Д. Меншикова. В 1834 году Н. Н. Меншиков и сам был избран городским головой, а в 1835 году вместе с детьми был возведён в дворянское достоинство.
В 1829 году окончил Санкт-Петербургское высшее училище и в чине коллежского регистратора поступил на службу в особенную канцелярию министерства финансов по кредитной части. В дальнейшем служил в Министерстве внутренних дел — младшим (1833—1837), а затем старшим (1838) помощником столоначальника 1-го отдела канцелярии, чиновником по распоряжению министра (1844—1847).
В 1856 он заседатель в Санкт-Петербургской палате гражданского суда, в 1860-х годах — в Палате уголовного суда Петербургской губернии.
Как литератор был близок к кругу журналов «Современник» и «Отечественные записки», в которых в основном и печатался. Был близким другом литератора М. А. Языкова, участника кружка В. Г. Белинского. В кругу своих знакомых, куда входили И. А. Гончаров, А. В. Никитенко, А. А. Краевский, А. В. Дружинин, славился своим гостеприимством и «луккуловскими» обедами, которыми угощал друзей.
В 1857 году, путешествуя по Европе, встречался в Париже с Гончаровым и Никитиенко.
В 1859 году вошёл в только что учрежденное по инициативе А. В. Дружинина «Общество для пособия нуждающимся литераторам и учёным», в 1864 — кандидат в члены Комитета общества, в 1865—1867 и 1878 — член ревизионной комиссии общества. В 1865 году П. Н. Меншиков участвовал в организации и проведении празднования юбилея (100-летия со дня смерти) М. В. Ломоносова.
Умер 14 (26) декабря 1879 года в чине статского советника. Похоронен на Тихвинском кладбище Александро-Невской Лавры.

## Пьесы
- «Благородные люди» (1840; поставлена в 1864 году в Александринском и Малом театрах)
- «Очерки из канцелярской жизни, или Торжество добродетели» (1840)
- «Богатая невеста» (1845)
- комедия «Шутка» (1847)
- драма «Выгодное предприятие» (1849)
- драма «Хороший человек» (1855)
- «Диэта души» (1861)
- сцены «Старый литератор» (1852, т. 32)
- Сочинения, т. 1. СПб., 1858.